# Stratolaunch
A Stratolaunch a Scaled Composites által a Stratolaunch Systems számára készített amerikai kéttörzsű, hat hajtóműves nehéz szállító repülőgép, amelyet  hordozórakéták 11 ezer m-ről történő indítására fejlesztettek ki. A hasznos teher a két törzs közötti szárnyrész alá függeszthető. 117 méteres szárnyfesztávolságával jelenleg – 2022-ben – a világ legnagyobb repülőgépe.

## Története
A légi indítású hordozórakéta-rendszer kidolgozására 2010-ben hozott létre az amerikai Dynetics cég egy munkacsoportot. Majd 2011-ben Paul G. Allen részvételével megalapították a Stratolaunch céget. Ebben társalapítóként vett részt Burt Rutan, a Scaled Composites alapítója is. A Stratolaunch-programban a rendszerek integrálását a Dynetics végzi. A programban kezdetben hordozórakétaként a SpaceX Falcon 9-es rakétájának légi indítású változata, a Falcon 9 Air szerepelt. Ezt később, 2013-ban lecserélték az Orbital Sciences Corporation Pegasus II légi indítású hordozórakétájára.
2011-ben a kaliforniai Mojave-sivatagban található Mojave Air and Space Port területén kezdték el a nagyméretű hangár és a gyárépületek építését a projekt számára. A repülőgép kifejlesztésén a Scaled Composites dolgozott. A gép 2017 elejére készült el, május 31-én mutatták be a nyilvánosság előtt. Ezután kezdődtek el a földi tesztek és a gurulási próbák. A kis sebességű gurulópróbák 2017 decemberében kezdődtek, majd 2018 folyamán már nagyobb sebességű gurulási teszteket végeztek. Az első felszállásra 2019. április 13-án került sor a Mojave-sivatagban.